# Ronde van Frankrijk 1910
| Route van de Ronde van Frankrijk 1910. |                       |            |
| Eindklassement                         |                       |            |
| Eerste                                 | Octave Lapize         | 63 punten  |
| Tweede                                 | François Faber        | 67 punten  |
| Derde                                  | Gustave Garrigou      | 86 punten  |
| Vierde                                 | Cyrille Van Hauwaert  | 97 punten  |
| Vijfde                                 | Charles Cruchon       | 119 punten |
| Zesde                                  | Charles Crupelandt    | 148 punten |
| Zevende                                | Ernest Paul           | 154 punten |
| Achtste                                | André Blaise          | 166 punten |
| Negende                                | Julien Maitron        | 171 punten |
| Tiende                                 | Aldo Bettini          | 175 punten |
| Rode Lantaarn                          | Constant Collet (41e) | 580 punten |
| Ploegenklassement                      | Alcyon                | -          |
| Tweede                                 | ?                     | -          |
| Derde                                  | ?                     | -          |

De 8e editie van de Ronde van Frankrijk werd gehouden van 3 tot 31 juli 1910. Op 14 juli 1910, een rustdag, verdronk de 22-jarige wielrenner Adolphe Helière na een zwempartij in de zee.
- Aantal etappes: 15
- Totale afstand: 4737 km
- Gemiddelde snelheid: 28.680 km/h
- Aantal deelnemers: 110
- Aantal uitvallers: 69

## Nieuwigheden en parcours
Voor deze Tour had Henri Desgrange een nieuwe vondst gedaan. Hij stuurde de karavaan voor het eerst de ruige en woeste Pyreneeën in. Hij nam de Tourmalet, de Aubisque, de Aspin en de Peyresourde op in de route. De renners waren niet zo opgetogen over deze nieuwe stunt van de Tourdirecteur. Het aantal deelnemers was daardoor teruggelopen tot 110.

## Wedstrijdverloop
In de eerste etappe van Parijs naar Roubaix, die gewonnen werd door de Fransman Charles Crupelandt, presenteerde Octave Lapize zich als een kandidaat-winnaar. Ook François Faber was weer geweldig op dreef en in de tweede rit sloeg de Luxemburger al zijn slag. Faber won ook de vierde etappe en toen de karavaan na negen dagen in Luchon aan de voet van de Pyreneeën arriveerde, voerde de sterke Faber het klassement aan. De zware bergrit naar Bayonne kon weleens van beslissende betekenis zijn.
Octave Lapize voelde zich blijkbaar goed thuis in de cols, want hij begon de rit met een grootse vlucht. Eén voor één schudde hij zijn rivalen van zich af. De Tourmalet, de Aspin en de Peyresourde werden als een gems door Lapize beklommen. Letterlijk en figuurlijk, want de wegen in de woeste Pyreneeën waren in die tijd nog niet zo glad geplaveid als tegenwoordig. Het waren echte geitenpaadjes, maar dat deerde Lapize niet. Hij overwon de bergen als een adelaar en vol vertrouwen begon hij aan de laatste hindernis, de Col d'Aubisque. Op die laatste berg kreeg hij echter een gevoelige tik en hij werd er snel ingehaald door de regionale favoriet Lafourcade, die met een kwartier voorsprong op Lapize de top bereikte. In de lange afdaling naar Bayonne nam Lapize echter alle risico's. Hij liet zich als een steen vallen en hij haalde Lafourcade zelfs nog in. De Italiaanse coureur Albini, die aanvankelijk Lapize ook nog was gepasseerd, werd vervolgens in de eindsprint geklopt. Lapize had een slagveld aangericht. Bij stukjes en beetjes arriveerde het verbrokkelde veld in Bayonne. Lapize had een aantal concurrenten een gevoelige slag toegebracht en hij was Faber in het klassement dicht genaderd.
De strijd zou verder tussen deze twee renners gaan, maar Gustave Garrigou kon het niet nalaten om zijn landgenoot af en toe een handje toe te steken. In de rit van Nantes naar Brest reed Faber lek en Garrigou maakte van de gelegenheid gebruik om te demarreren. Hij nam Lapize mee op sleeptouw en door deze vlucht kon die de leiding van Faber overnemen. In de voorlaatste rit poogde Faber wanhopig de zaak nog recht te zetten. In deze lange rit van ruim 400 kilometer koos Faber midden in de nacht het hazenpad. De Luxemburger leek de strijd in zijn voordeel te kunnen beslechten, maar een lekke band strooide roet in het eten. Lapize kwam met de hulp van Garrigou weer bij en er veranderde dus niets in het klassement. De strijd leek toen toch wel definitief beslist, maar in de laatste etappe van Caen naar Parijs kreeg Lapize kort na de start een lekke band. François Faber zag toen zijn kans en demarreerde als een waanzinnige. Hij sprak al zijn reserves aan om in de laatste etappe toch nog voor een stunt te kunnen zorgen.
De kansen leken te keren in het voordeel van de ijzersterke Luxemburger, maar een lekke band stuitte zijn opmars. Nog nooit had de Tour zo'n boeiend slot gehad. De eindzege ging uiteindelijk naar de man, die als beste de Pyreneeën had bedwongen: Octave Lapize.

## Belgische en Nederlandse prestaties
In totaal namen er 3 Belgen en 0 Nederlanders deel aan de Tour van 1910.

### Belgische etappezeges
- In 1910 waren er geen Belgische etappezeges.

### Nederlandse etappezeges
- In 1910 waren er geen Nederlandse etappezeges.

## Etappes
| Etappe | Start - Finish     | km     | Etappewinnaar      | Leider Klassement  |
| ------ | ------------------ | ------ | ------------------ | ------------------ |
| 1.     | Parijs - Roubaix   | 269 km | Charles Crupelandt | Charles Crupelandt |
| 2.     | Roubaix - Metz     | 398 km | François Faber     | François Faber     |
| 3.     | Metz - Belfort     | 259 km | Émile Georget      | François Faber     |
| 4.     | Belfort - Lyon     | 309 km | François Faber     | François Faber     |
| 5.     | Lyon - Grenoble    | 311 km | Octave Lapize      | François Faber     |
| 6.     | Grenoble - Nice    | 345 km | Julien Maitron     | François Faber     |
| 7.     | Nice - Nimes       | 345 km | François Faber     | François Faber     |
| 8.     | Nimes - Perpignan  | 216 km | Georges Paulmier   | François Faber     |
| 9.     | Perpignan - Luchon | 289 km | Octave Lapize      | François Faber     |
| 10.    | Luchon - Bayonne   | 326 km | Octave Lapize      | François Faber     |
| 11.    | Bayonne - Bordeaux | 269 km | Ernest Paul        | François Faber     |
| 12.    | Bordeaux - Nantes  | 391 km | Louis Trousselier  | François Faber     |
| 13.    | Nantes - Brest     | 321 km | Gustave Garrigou   | Octave Lapize      |
| 14.    | Brest - Caen       | 424 km | Octave Lapize      | Octave Lapize      |
| 15.    | Caen - Parijs      | 262 km | Ernesto Azzini     | Octave Lapize      |

 winnaars gele trui · 
 puntenklassement · 
 bergklassement · 
 jongerenklassement · 
 tussensprintklassement · 
 combinatieklassement · 
 ploegenklassement · 
 strijdlust · 
rode lantaarn
records · meeste deelnames · ranglijst etappewinnaars · bekende beklimmingen · valpartijen · dopinggevallen · Grand Départ · Souvenir Henri Desgrange
1903 · 
1904 · 
1905 · 
1906 · 
1907 · 
1908 · 
1909 · 
1910 · 
1911 · 
1912 · 
1913 · 
1914 ·
1915 ·
1916 ·
1917 ·
1918 · 
1919 · 
1920 · 
1921 · 
1922 · 
1923 · 
1924 · 
1925 · 
1926 · 
1927 · 
1928 · 
1929 · 
1930 · 
1931 · 
1932 · 
1933 · 
1934 · 
1935 · 
1936 · 
1937 · 
1938 · 
1939 · 
1940 ·
1941 ·
1942 ·
1943 ·
1944 ·
1945 ·
1946 ·
1947 · 
1948 · 
1949 · 
1950 · 
1951 · 
1952 · 
1953 · 
1954 · 
1955 · 
1956 · 
1957 · 
1958 · 
1959 · 
1960 · 
1961 · 
1962 · 
1963 · 
1964 · 
1965 · 
1966 · 
1967 · 
1968 · 
1969 · 
1970 · 
1971 · 
1972 · 
1973 · 
1974 · 
1975 · 
1976 · 
1977 · 
1978 · 
1979 · 
1980 · 
1981 · 
1982 · 
1983 · 
1984 · 
1985 · 
1986 · 
1987 · 
1988 · 
1989 · 
1990 · 
1991 · 
1992 · 
1993 · 
1994 · 
1995 · 
1996 · 
1997 · 
1998 · 
1999 · 
2000 · 
2001 · 
2002 · 
2003 · 
2004 · 
2005 · 
2006 · 
2007 · 
2008 · 
2009 · 
2010 · 
2011 · 
2012 · 
2013 · 
2014 · 
2015 · 
2016 · 
2017 · 
2018 · 
2019 ·
2020 · 
2021 · 
2022 · 
2023 · 
2024 · 
2025